# Gaasperplas (stacja metra)

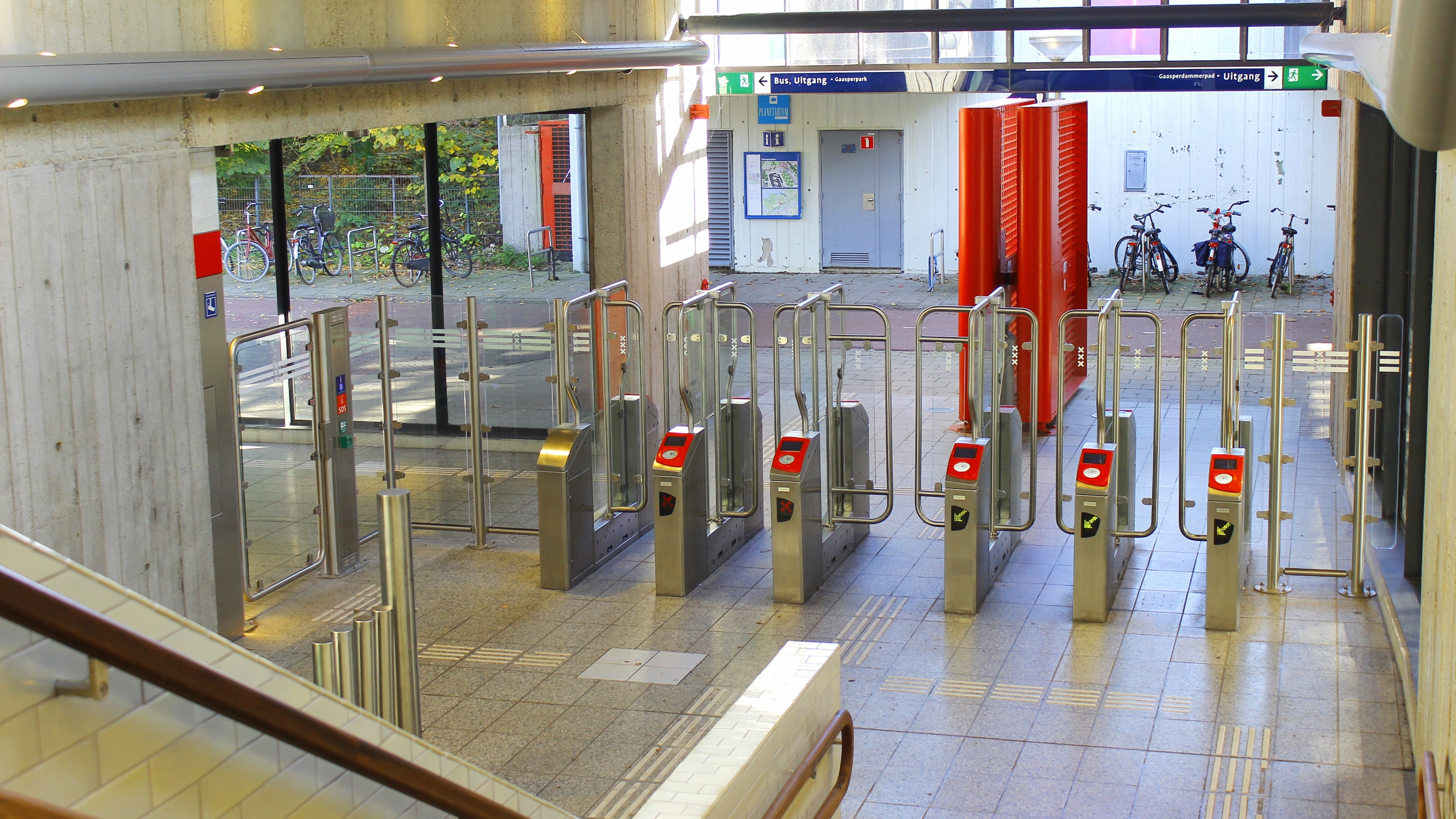

Gaasperplas – stacja metra w Amsterdamie, położona na linii 53 (czerwonej). Została otwarta 14 października 1977. Położona jest na terenie dzielnicy Amsterdam-Zuidoost, a nazwa stacji pochodzi od pobliskiego zbiornika wodnego Gaasperplas. Jest południową stacją końcową linii.